# Pedaliodes paneis
Pedaliodes paneis är en fjärilsart som beskrevs av William Chapman Hewitson 1862. Pedaliodes paneis ingår i släktet Pedaliodes och familjen praktfjärilar. Inga underarter finns listade i Catalogue of Life.

## Bildgalleri

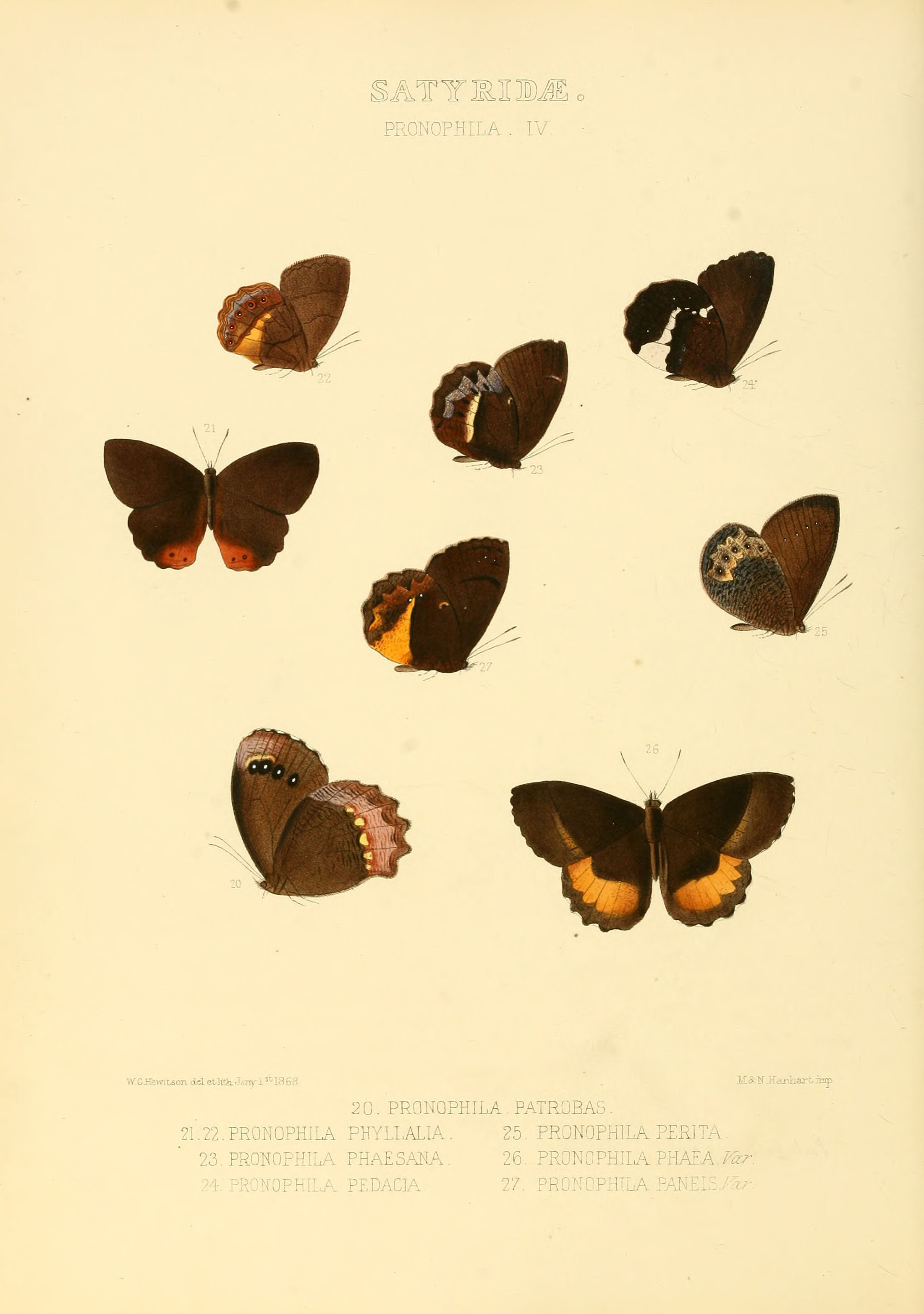